# Massimo Dall'Oglio
Massimo Dall'Oglio (San Gavino Monreale, 22 marzo 1973) è un fumettista italiano.

## Biografia
Massimo Dall'Oglio nasce a San Gavino Monreale, in Sardegna. Nel 1997 vince il premio "Pierlambicchi d'oro" quale miglior giovane autore.  La vittoria è stato il punto di partenza poiché da quel momento decise di proseguire nella carriera di fumettista professionista.
Viene così prodotto a proprie spese il fumetto cyberpunk "Donnel&Grace Blue lights". È proprio questo fumetto, e il suo stile a farlo diventare punto d'incontro con lo scrittore Andrea Iovinelli e, sempre grazie a Iovinelli, a entrare in contatto con l'editoria francese.
Inizia così a lavorare per l'editore Francese Les Humanoides Associés per la serie Underskin, per il quale disegnava all'incirca 30 pagine, più copertina.
Il lavoro in Francia gli vale il successo in Italia: arrivano le prime richieste di collaborazione tra le quali l'opera di Jonathan Steel per la Star Comics nel 2008 con lo sceneggiatore Federico Memola. Il successo lo porta a conoscere il fumettista Roberto Recchioni che gli propone di disegnare John Doe, per il quale disegna due numeri; viene successivamente contattato per realizzare le Cronache del mondo emerso.
Tra il 2011 e il 2012 è stato anche coinvolto nel progetto bonelliano Orfani, e prosegue il suo lavoro al Web-Manga Sprawl, continuando l'attività in Francia.
Massimo dall'Oglio è disegnatore e illustratore per la Sergio Bonelli Editore e dal 2014 cura le storie e gli episodi di Nathan Never: Agenzia Alfa.
Nel 2025 esordisce sulla rivista di manga Afternoon, con la serie fantascientifica Kraken Mare scritta da Guillaume Dorison.

## Opere principali
- Underskin (Les Humanoides Associés)
- John Doe 74 (Un buco nel cielo)
- Jonathan Steele 53 (La guerra segreta)
- Jonathan Steele Extra 1 (Fuochi nella notte)
- John Doe 8 - IV stagione (86) (Urlando al demonio)
- SPRAWL (Web-Manga)
- Le cronache del mondo emerso (Versione a fumetti dei libri della scrittrice Licia Troisi)
- Lost Planet - Prima colonia (Questo fumetto autoconclusivo è stato realizzato in Francia da Glénat ed è uscito in contemporanea al videogame)
- Nathan Never: Agenzia Alfa - n. 32; n.34; n.38.

### Premi
- Pierlambicchi d’oro (1997, Come miglior autore giovane)
- 2nd Morning International Manga Competition Kodansha (2009, Selezionato per la finale, con l'opera Hermes)
- Fullcomics & Games (2010, Miglior artista con "L'era dei titani")
- Fullcomics & Games (2013, Miglior fumetto digitale con "Sprawl")